# Лауреати Державної премії України в галузі науки і техніки (1998)
Державна премія України в галузі науки і техніки — лауреати 1998 року.
На підставі подання Комітету з Державних премій України в галузі науки і техніки Президент України Леонід Кучма видав Указ № 1256/98 від 17 грудня 1998 року «Про присудження Державних премій України в галузі науки і техніки 1998 року».
На 1998 рік розмір Державної премії України в галузі науки і техніки склав двадцять тисяч гривень кожна.

## Лауреати Державної премії України в галузі науки і техніки 1998 року
| Премійована робота | Лауреати | Коротко про лауреата |
| --- | --- | --- |
| Створення нового класу полегшених авіаційних конструкцій з полімерних композиційних матеріалів, наукових основ їх проектування, ефективних технологій і сучасної промислової бази з впровадженням розробок у виробництво | Таванець Іван Павлович | начальник цеху Державного підприємства «Авіаційний науково-технічний комплекс імені О. К. Антонова» |
| Створення нового класу полегшених авіаційних конструкцій з полімерних композиційних матеріалів, наукових основ їх проектування, ефективних технологій і сучасної промислової бази з впровадженням розробок у виробництво | Касаткін Іван Петрович | провідний конструктор Державного підприємства «Авіаційний науково-технічний комплекс імені О. К. Антонова»                                                                                                  |
| Створення нового класу полегшених авіаційних конструкцій з полімерних композиційних матеріалів, наукових основ їх проектування, ефективних технологій і сучасної промислової бази з впровадженням розробок у виробництво | Бондарь Василь Герасимович | головний спеціаліст Державного підприємства «Авіаційний науково-технічний комплекс імені О. К. Антонова» |
| Створення нового класу полегшених авіаційних конструкцій з полімерних композиційних матеріалів, наукових основ їх проектування, ефективних технологій і сучасної промислової бази з впровадженням розробок у виробництво | Григор'ян Віктор Гарегінович | начальник бригади Державного підприємства «Авіаційний науково-технічний комплекс імені О. К. Антонова» |
| Створення нового класу полегшених авіаційних конструкцій з полімерних композиційних матеріалів, наукових основ їх проектування, ефективних технологій і сучасної промислової бази з впровадженням розробок у виробництво | Брагілевський Валентин Зиновійович | начальник конструкторського відділення Державного підприємства «Авіаційний науково-технічний комплекс імені О. К. Антонова»                                                                                 |
| Створення нового класу полегшених авіаційних конструкцій з полімерних композиційних матеріалів, наукових основ їх проектування, ефективних технологій і сучасної промислової бази з впровадженням розробок у виробництво | Казуров Віктор Миколайович | заступник головного конструктора Державного підприємства «Авіаційний науково-технічний комплекс імені О. К. Антонова»                                                                                       |
| Створення нового класу полегшених авіаційних конструкцій з полімерних композиційних матеріалів, наукових основ їх проектування, ефективних технологій і сучасної промислової бази з впровадженням розробок у виробництво | Цариковський Володимир Іванович | кандидат технічних наук, провідний конструктор Державного підприємства «Авіаційний науково-технічний комплекс імені О. К. Антонова»                                                                         |
| Створення нового класу полегшених авіаційних конструкцій з полімерних композиційних матеріалів, наукових основ їх проектування, ефективних технологій і сучасної промислової бази з впровадженням розробок у виробництво | Старіков Леонід Михайлович | кандидат технічних наук, начальник бюро Державного підприємства «Авіаційний науково-технічний комплекс імені О. К. Антонова»                                                                                |
| Створення нового класу полегшених авіаційних конструкцій з полімерних композиційних матеріалів, наукових основ їх проектування, ефективних технологій і сучасної промислової бази з впровадженням розробок у виробництво | Рябовол Альберт Андрійович | доктор технічних наук, провідний науковий співробітник Державного конструкторського бюро «Південне» імені М. К. Янгеля                                                                                      |
| Створення нового класу полегшених авіаційних конструкцій з полімерних композиційних матеріалів, наукових основ їх проектування, ефективних технологій і сучасної промислової бази з впровадженням розробок у виробництво | Шамарін Юрій Євгенович | доктор технічних наук, генеральний директор Науково-виробничого об'єднання «Славутич» Міністерства промислової політики України                                                                             |
| Розроблення теоретичних та практичних основ створення і промислового освоєння нового покоління конкурентоспроможних, високоефективних та надійних апаратів пневматичних систем дорожніх транспортних засобів             | Туренко Анатолій Миколайович | доктор технічних наук, ректор Харківського державного автомобільно-дорожнього технічного університету |
| Розроблення теоретичних та практичних основ створення і промислового освоєння нового покоління конкурентоспроможних, високоефективних та надійних апаратів пневматичних систем дорожніх транспортних засобів             | Тимофєєва Лариса Андріївна | доктор технічних наук, професор Харківського державного автомобільно-дорожнього технічного університету |
| Розроблення теоретичних та практичних основ створення і промислового освоєння нового покоління конкурентоспроможних, високоефективних та надійних апаратів пневматичних систем дорожніх транспортних засобів             | Клименко Валерій Іванович | кандидат технічних наук, завідувач кафедри Харківського державного автомобільно-дорожнього технічного університету                                                                                          |
| Розроблення теоретичних та практичних основ створення і промислового освоєння нового покоління конкурентоспроможних, високоефективних та надійних апаратів пневматичних систем дорожніх транспортних засобів             | Богомолов Віктор Олександрович | кандидат технічних наук, доцент Харківського державного автомобільно-дорожнього технічного університету |
| Розроблення теоретичних та практичних основ створення і промислового освоєння нового покоління конкурентоспроможних, високоефективних та надійних апаратів пневматичних систем дорожніх транспортних засобів             | Рижих Леонід Олександрович | кандидат технічних наук, доцент Харківського державного автомобільно-дорожнього технічного університету |
| Розроблення теоретичних та практичних основ створення і промислового освоєння нового покоління конкурентоспроможних, високоефективних та надійних апаратів пневматичних систем дорожніх транспортних засобів             | Розенберг Олег Олександрович | доктор технічних наук, завідувач відділу Інституту надтвердих матеріалів імені В. М. Бакуля НАН України |
| Розроблення теоретичних та практичних основ створення і промислового освоєння нового покоління конкурентоспроможних, високоефективних та надійних апаратів пневматичних систем дорожніх транспортних засобів             | Ткачов Вадим Олексійович | кандидат технічних наук, заступник головного конструктора Державного конструкторського бюро «Південне» імені М. К. Янгеля                                                                                   |
| Розроблення теоретичних та практичних основ створення і промислового освоєння нового покоління конкурентоспроможних, високоефективних та надійних апаратів пневматичних систем дорожніх транспортних засобів             | Антоненко Олександр Анатолійович | голова правління відкритого акціонерного товариства «Вовчанський агрегатний завод» |
| Розроблення теоретичних та практичних основ створення і промислового освоєння нового покоління конкурентоспроможних, високоефективних та надійних апаратів пневматичних систем дорожніх транспортних засобів             | Харкун Володимир Миколайович | технічний директор холдингової компанії «АвтоКрАЗ» |
| Розроблення теоретичних та практичних основ створення і промислового освоєння нового покоління конкурентоспроможних, високоефективних та надійних апаратів пневматичних систем дорожніх транспортних засобів             | Скоропад Ярема Григорович | заступник головного конструктора Відкритого акціонерного товариства «Львівський автобусний завод» |
| Серія монографій «Ліси України, розширення їх ресурсоекологічного потенціалу і збереження навколишнього природного середовища»                                                                                           | Генсірук Степан Антонович | доктор сільськогосподарських наук, професор Українського державного лісотехнічного університету |
| Цикл праць «Теорія та технологія ресурсозберігаючого управління водороздільними системами і впровадження їх у виробництво»                                                                                               | Коваленко Петро Іванович | доктор технічних наук, директор Інституту гідротехніки і меліорації |
| Цикл праць «Теорія та технологія ресурсозберігаючого управління водороздільними системами і впровадження їх у виробництво»                                                                                               | Михайлов Юрій Олексійович | кандидат технічних наук, заступник директора Інституту гідротехніки і меліорації |
| Цикл праць «Теорія та технологія ресурсозберігаючого управління водороздільними системами і впровадження їх у виробництво»                                                                                               | Попов Віктор Миколайович | кандидат технічних наук, завідувач відділу Інституту гідротехніки і меліорації |
| Цикл праць «Теорія та технологія ресурсозберігаючого управління водороздільними системами і впровадження їх у виробництво»                                                                                               | Хом'як Богдан Всеволодович | кандидат технічних наук, старший науковий співробітник Інституту гідротехніки і меліорації |
| Цикл праць «Теорія та технологія ресурсозберігаючого управління водороздільними системами і впровадження їх у виробництво»                                                                                               | Большаков Валерій Олексійович | доктор технічних наук, завідувач кафедри Українського транспортного університету |
| Цикл праць «Теорія та технологія ресурсозберігаючого управління водороздільними системами і впровадження їх у виробництво»                                                                                               | Єременко Євген Васильович | доктор технічних наук, завідувач лабораторії Українського науково-дослідного інституту екологічних проблем                                                                                                  |
| Цикл праць «Теорія та технологія ресурсозберігаючого управління водороздільними системами і впровадження їх у виробництво»                                                                                               | Алієв Кемалій Алійович | кандидат технічних наук, заступник голови Державного комітету України по водному господарству |
| Цикл праць «Теорія та технологія ресурсозберігаючого управління водороздільними системами і впровадження їх у виробництво»                                                                                               | Дупляк Віталій Дмитрович | кандидат технічних наук, голова правління відкритого акціонерного товариства «Український головний проектно-розвідувальний та науково-дослідний інститут з меліоративного і водогосподарського будівництва» |
| Цикл праць «Теорія та технологія ресурсозберігаючого управління водороздільними системами і впровадження їх у виробництво»                                                                                               | Ващенко Юрій Іванович | начальник Управління головного магістрального Каховського каналу імені В. І. Леніна |
| Цикл праць «Теорія та технологія ресурсозберігаючого управління водороздільними системами і впровадження їх у виробництво»                                                                                               | Матях Микола Макарович (посмертно) | |
| Цикл наукових робіт «Мутагенна дія нуклєїнових кислот і вірусів» | Ларченко Катерина Андріївна доктор біологічних наук, провідний науковий співробітник Інституту фізіології рослин і генетики НАН України | |
| Цикл наукових робіт «Мутагенна дія нуклєїнових кислот і вірусів» | Александров Юрій Миколайович | кандидат біологічних наук, старший науковий співробітник Інституту фізіології рослин і генетики НАН України                                                                                                 |
| Цикл наукових робіт «Мутагенна дія нуклєїнових кислот і вірусів» | Малюта Станіслав Станіславович | доктор біологічних наук, завідувач відділу Інституту молекулярної біології і генетики НАН України |
| Цикл наукових робіт «Мутагенна дія нуклєїнових кислот і вірусів» | Карпова Ірина Сергіївна | кандидат біологічних наук, старший науковий співробітнику Інституту молекулярної біології і генетики НАН України                                                                                            |
| Цикл наукових робіт «Мутагенна дія нуклєїнових кислот і вірусів» | Бужієвська Тамара Іванівна | доктор медичних наук, завідувач кафедри Київської медичної академії післядипломної освіти |
| Цикл наукових робіт «Мутагенна дія нуклєїнових кислот і вірусів» | Гершензон Сергій Михайлович (посмертно )                                                                                                | академік Національної академії наук України |
| Цикл праць «Молекулярний дизайн гетероциклічних сполук» | Бабичев Федір Семенович | академік Національної академії наук України, радник Президії НАН України |
| Цикл праць «Молекулярний дизайн гетероциклічних сполук» | Ковтуненко Володимир Олексійович | доктор хімічних наук, професор Київського національного університету імені Тараса Шевченка |
| Цикл праць «Молекулярний дизайн гетероциклічних сполук» | Воловенко Юліан Михайлович | кандидат хімічних наук, доцент Київського національного університету імені Тараса Шевченка |
| Розроблення, організація серійного виробництва і масового впровадження у будівництво України вітчизняних полімерних герметизуючих та гідроізоляційних матеріалів                                                         | Балицький Віктор Сергійович | доктор технічних наук, директор орендного підприємства «Науково-дослідний інститут будівельного виробництва»                                                                                                |
| Розроблення, організація серійного виробництва і масового впровадження у будівництво України вітчизняних полімерних герметизуючих та гідроізоляційних матеріалів                                                         | Баглай Анатолій Прохорович | кандидат технічних наук, завідувач відділу орендного підприємства «Науково-дослідний інститут будівельного виробництва»                                                                                     |
| Розроблення, організація серійного виробництва і масового впровадження у будівництво України вітчизняних полімерних герметизуючих та гідроізоляційних матеріалів                                                         | Чернишев Володимир Миколайович | кандидат технічних наук, провідний науковий співробітник орендного підприємства «Науково-дослідний інститут будівельного виробництва»                                                                       |
| Розроблення, організація серійного виробництва і масового впровадження у будівництво України вітчизняних полімерних герметизуючих та гідроізоляційних матеріалів                                                         | Гармаш Олександр Іванович | завідувач лабораторії орендного підприємства «Науково-дослідний інститут будівельного виробництва» |
| Розроблення, організація серійного виробництва і масового впровадження у будівництво України вітчизняних полімерних герметизуючих та гідроізоляційних матеріалів                                                         | Гутніченко Тетяна Петрівна | заступник завідувача лабораторії орендного підприємства «Науково-дослідний інститут будівельного виробництва»                                                                                               |
| Розроблення, організація серійного виробництва і масового впровадження у будівництво України вітчизняних полімерних герметизуючих та гідроізоляційних матеріалів                                                         | Горбатовський Олександр Пилипович | заступник голови Державного комітету будівництва, архітектури та житлової політики України |
| Розроблення, організація серійного виробництва і масового впровадження у будівництво України вітчизняних полімерних герметизуючих та гідроізоляційних матеріалів                                                         | Піднебесний Андрій Петрович | кандидат економічних наук, директор Державного науково-дослідного інституту «Еластик» |
| Розроблення, організація серійного виробництва і масового впровадження у будівництво України вітчизняних полімерних герметизуючих та гідроізоляційних матеріалів                                                         | Суліма Володимир Миколайович | начальник цеху Запорізького виробничого об'єднання «Кремнійполімер» |
| За розроблення науково-технічних основ, організацій серійного виробництва та впровадження на лініях електропередавання 10-1150 кВ високовольтних ізолюючих конструкцій зі склопластика та силіконових еластомерів        | Соболєва Кирилина Леонтіївна | кандидат технічних наук, директор Державного підприємства «Науково-дослідний інститут високих напруг», місто Слов'янськ Донецької області                                                                   |
| За розроблення науково-технічних основ, організацій серійного виробництва та впровадження на лініях електропередавання 10-1150 кВ високовольтних ізолюючих конструкцій зі склопластика та силіконових еластомерів        | Шумілов Юрій Миколайович | доктор технічних наук, заступник директора Державного підприємства «Науково-дослідний інститут високих напруг», місто Слов'янськ Донецької області                                                          |
| За розроблення науково-технічних основ, організацій серійного виробництва та впровадження на лініях електропередавання 10-1150 кВ високовольтних ізолюючих конструкцій зі склопластика та силіконових еластомерів        | Пономаренко Сергій Данилович | головний технолог Державного підприємства «Науково-дослідний інститут високих напруг», місто Слов'янськ Донецької області                                                                                   |
| За розроблення науково-технічних основ, організацій серійного виробництва та впровадження на лініях електропередавання 10-1150 кВ високовольтних ізолюючих конструкцій зі склопластика та силіконових еластомерів        | Шупік Микола Семенович | головний конструктор Державного підприємства «Науково-дослідний інститут високих напруг», місто Слов'янськ Донецької області                                                                                |
| За розроблення науково-технічних основ, організацій серійного виробництва та впровадження на лініях електропередавання 10-1150 кВ високовольтних ізолюючих конструкцій зі склопластика та силіконових еластомерів        | Яшин Юрій Миколайович | завідувач відділу Державного підприємства «Науково-дослідний інститут високих напруг», місто Слов'янськ Донецької області                                                                                   |
| За розроблення науково-технічних основ, організацій серійного виробництва та впровадження на лініях електропередавання 10-1150 кВ високовольтних ізолюючих конструкцій зі склопластика та силіконових еластомерів        | Соломатов Володимир Миколайович | завідувач сектору Державного підприємства «Науково-дослідний інститут високих напруг», місто Слов'янськ Донецької області                                                                                   |
| За розроблення науково-технічних основ, організацій серійного виробництва та впровадження на лініях електропередавання 10-1150 кВ високовольтних ізолюючих конструкцій зі склопластика та силіконових еластомерів        | Щерба Анатолій Андрійович | доктор технічних наук, завідувач відділу Інституту електродинаміки НАН України |
| За розроблення науково-технічних основ, організацій серійного виробництва та впровадження на лініях електропередавання 10-1150 кВ високовольтних ізолюючих конструкцій зі склопластика та силіконових еластомерів        | Колесник Юрій Романович | доктор хімічних наук, завідувач відділу Державного науково-дослідного інституту «Еластик» |
| За розроблення науково-технічних основ, організацій серійного виробництва та впровадження на лініях електропередавання 10-1150 кВ високовольтних ізолюючих конструкцій зі склопластика та силіконових еластомерів        | Новіков Володимир Якович | генеральний директор Відкритого акціонерного товариства «АІЗ-Енергія», місто Слов'янськ Донецької області                                                                                                   |
| За розроблення науково-технічних основ, організацій серійного виробництва та впровадження на лініях електропередавання 10-1150 кВ високовольтних ізолюючих конструкцій зі склопластика та силіконових еластомерів        | Боржківський Леонард Степанович | начальник служби Національної енергетичної компанії «Укренерго» |
| За цикл наукових робіт «Фізичні основи, розробка та створення високостабільних лазерних систем для метрології, аналітичних вимірювань та фундаментальних досліджень»                                                     | Соловйов Валентин Сергійович | доктор технічних наук, начальник відділу Державного науково-виробничого об'єднання «Метрологія», місто Харків                                                                                               |
| За цикл наукових робіт «Фізичні основи, розробка та створення високостабільних лазерних систем для метрології, аналітичних вимірювань та фундаментальних досліджень»                                                     | Клейман Олександр Самуїлович | доктор технічних наук, начальник лабораторії Державного науково-виробничого об'єднання «Метрологія», місто Харків                                                                                           |
| За цикл наукових робіт «Фізичні основи, розробка та створення високостабільних лазерних систем для метрології, аналітичних вимірювань та фундаментальних досліджень»                                                     | Мачехін Юрій Павлович | кандидат фізико-математичних наук, начальник відділу Державного науково-виробничого об'єднання «Метрологія», місто Харків                                                                                   |
| За цикл наукових робіт «Фізичні основи, розробка та створення високостабільних лазерних систем для метрології, аналітичних вимірювань та фундаментальних досліджень»                                                     | Тихонов Євген Олександрович | доктор фізико-математичних наук, провідний науковий співробітник Інституту фізики НАН України |
| За цикл наукових робіт «Фізичні основи, розробка та створення високостабільних лазерних систем для метрології, аналітичних вимірювань та фундаментальних досліджень»                                                     | Яценко Леонід Петрович | доктор фізико-математичних наук, провідний науковий співробітник Інституту фізики НАН України |
| За цикл наукових робіт «Фізичні основи, розробка та створення високостабільних лазерних систем для метрології, аналітичних вимірювань та фундаментальних досліджень»                                                     | Негрійко Анатолій Михайлович | кандидат фізико-математичних наук, вчений секретар Інституту фізики НАН України |
| За цикл наукових робіт «Фізичні основи, розробка та створення високостабільних лазерних систем для метрології, аналітичних вимірювань та фундаментальних досліджень»                                                     | Козубовський Володимир Ростиславович | доктор технічних наук, завідувач відділу Спеціального конструкторського бюро засобів аналітичної техніки Міністерства промислової політики України, місто Ужгород                                           |
| За цикл наукових робіт «Фізичні основи, розробка та створення високостабільних лазерних систем для метрології, аналітичних вимірювань та фундаментальних досліджень»                                                     | Яцків Дмитро Ярославович | кандидат фізико-математичних наук, старший науковий співробітник Головної астрономічної обсерваторії НАН України                                                                                            |
| За цикл наукових робіт «Фізичні основи, розробка та створення високостабільних лазерних систем для метрології, аналітичних вимірювань та фундаментальних досліджень»                                                     | Прохоренко Валентин Іванович | кандидат фізико-математичних наук, науковий співробітник Інституту фізики напівпровідників НАН України |
| За цикл наукових робіт «Фізичні основи, розробка та створення високостабільних лазерних систем для метрології, аналітичних вимірювань та фундаментальних досліджень»                                                     | Данилейко Михайло Васильович (посмертно)                                                                                                | доктор фізико-математичних наук |
| За розроблення та впровадження способів і технологій збереження геологічного середовища і забезпечення повноти ефективного, енергозберігаючого виймання запасів вугілля у Західному Донбасі                              | Півняк Геннадій Григорович | академік Національної академії наук України, ректор Національної гірничої академії України |
| За розроблення та впровадження способів і технологій збереження геологічного середовища і забезпечення повноти ефективного, енергозберігаючого виймання запасів вугілля у Західному Донбасі                              | Бондаренко Володимир Ілліч | доктор технічних наук, проректор Національної гірничої академії України |
| За розроблення та впровадження способів і технологій збереження геологічного середовища і забезпечення повноти ефективного, енергозберігаючого виймання запасів вугілля у Західному Донбасі                              | Садовенко Іван Олександрович | доктор технічних наук, професор Національної гірничої академії України |
| За розроблення та впровадження способів і технологій збереження геологічного середовища і забезпечення повноти ефективного, енергозберігаючого виймання запасів вугілля у Західному Донбасі                              | Заїка Володимир Терентійович | кандидат технічних наук, доцент Національної гірничої академії України |
| За розроблення та впровадження способів і технологій збереження геологічного середовища і забезпечення повноти ефективного, енергозберігаючого виймання запасів вугілля у Західному Донбасі                              | Разводов Анатолій Григорович | кандидат технічних наук, генеральний директор відкритого акціонерного товариства "Державна холдингова компанія «Павлоградвугілля»                                                                           |
| За розроблення та впровадження способів і технологій збереження геологічного середовища і забезпечення повноти ефективного, енергозберігаючого виймання запасів вугілля у Західному Донбасі                              | Шміголь Анатолій Віталійович | кандидат технічних наук, заступник генерального директора відкритого акціонерного товариства "Державна холдингова компанія «Павлоградвугілля»                                                               |
| За розроблення та впровадження способів і технологій збереження геологічного середовища і забезпечення повноти ефективного, енергозберігаючого виймання запасів вугілля у Західному Донбасі                              | Головчанський Іван Єгорович | кандидат технічних наук, головний маркшейдеру відкритого акціонерного товариства "Державна холдингова компанія «Павлоградвугілля»                                                                           |
| За розроблення та впровадження способів і технологій збереження геологічного середовища і забезпечення повноти ефективного, енергозберігаючого виймання запасів вугілля у Західному Донбасі                              | Халимендик Юрій Михайлович | доктор технічних наук, директор шахти відкритого акціонерного товариства "Державна холдингова компанія «Павлоградвугілля»                                                                                   |
| Цикл праць з наукового обґрунтування, розроблення та впровадження ресурсоенергозберігаючої технології та апаратури для ректифікації спирту                                                                               | Прядко Микола Олексійович | доктор технічних наук, проректор Українського державного університету харчових технологій |
| Цикл праць з наукового обґрунтування, розроблення та впровадження ресурсоенергозберігаючої технології та апаратури для ректифікації спирту                                                                               | Аністратенко Володимир Олексійович | доктор технічних наук, завідувач кафедри Українського державного університету харчових технологій |
| Цикл праць з наукового обґрунтування, розроблення та впровадження ресурсоенергозберігаючої технології та апаратури для ректифікації спирту                                                                               | Домарецький Віталій Афанасійович | доктор технічних наук, завідувач кафедри Українського державного університету харчових технологій |
| Цикл праць з наукового обґрунтування, розроблення та впровадження ресурсоенергозберігаючої технології та апаратури для ректифікації спирту                                                                               | Малежик Іван Федорович | доктор технічних наук, завідувач кафедри Українського державного університету харчових технологій |
| Цикл праць з наукового обґрунтування, розроблення та впровадження ресурсоенергозберігаючої технології та апаратури для ректифікації спирту                                                                               | Таран Віталій Михайлович | доктор технічних наук, професор Українського державного університету харчових технологій |
| Цикл праць з наукового обґрунтування, розроблення та впровадження ресурсоенергозберігаючої технології та апаратури для ректифікації спирту                                                                               | Циганков Петро Семенович | доктор технічних наук, професор Українського державного університету харчових технологій |
| Цикл праць з наукового обґрунтування, розроблення та впровадження ресурсоенергозберігаючої технології та апаратури для ректифікації спирту                                                                               | Шиян Петро Леонідович | доктор технічних наук, професор Українського державного університету харчових технологій |
| Цикл праць з наукового обґрунтування, розроблення та впровадження ресурсоенергозберігаючої технології та апаратури для ректифікації спирту                                                                               | Стабніков Всеволод Миколайович (посмертно)                                                                                              | доктор технічних наук |
| Цикл праць з наукового обґрунтування, розроблення та впровадження ресурсоенергозберігаючої технології та апаратури для ректифікації спирту                                                                               | Артюхов Володимир Григорович (посмертно)                                                                                                | кандидат технічних наук |
| За комплексне дослідження та реалізацію переходу річкового транспорту України на ринкові умови господарювання | Бакаєв Олександр Олександрович | академік Національної академії наук України, завідувач відділу Міжнародного науково-навчального центру інформаційних технологій та систем НАН України та Міністерства освіти України                        |
| За комплексне дослідження та реалізацію переходу річкового транспорту України на ринкові умови господарювання | Ревенко Валерій Лук'янович | доктор економічних наук, провідний науковий співробітник Міжнародного науково-навчального центру інформаційних технологій та систем НАН України та Міністерства освіти України                              |
| За комплексне дослідження та реалізацію переходу річкового транспорту України на ринкові умови господарювання | Славов Микола Антонович | кандидат економічних наук, президент акціонерної судноплавної компанії «Укррічфлот» |
| За комплексне дослідження та реалізацію переходу річкового транспорту України на ринкові умови господарювання | Підлісний Павло Іванович | кандидат економічних наук, віце-президент акціонерної судноплавної компанії «Укррічфлот» |
| За комплексне дослідження та реалізацію переходу річкового транспорту України на ринкові умови господарювання | Бондаренко Віктор Матвійович | директор колективного товариства «Ріка-брокер» акціонерної судноплавної компанії «Укррічфлот» |
| За комплексне дослідження та реалізацію переходу річкового транспорту України на ринкові умови господарювання | Молдавський Ілля Давидович | директор товариства з обмеженою відповідальністю «Акціонер-річфлот-реєстратор» акціонерної судноплавної компанії «Укррічфлот»                                                                               |
| За комплексне дослідження та реалізацію переходу річкового транспорту України на ринкові умови господарювання | Бєлий Ігор Робертович | начальник відділу зовнішньоекономічних зв'язків акціонерної судноплавної компанії «Укррічфлот» |
| За комплексне дослідження та реалізацію переходу річкового транспорту України на ринкові умови господарювання | Даниленко Віталій Анатолійович | начальник служби цінних паперів та корпоративного розвитку акціонерної судноплавної компанії «Укррічфлот»                                                                                                   |
| За комплексне дослідження та реалізацію переходу річкового транспорту України на ринкові умови господарювання | Голікова Світлана Веніамінівна | директор приватного підприємства «ТрансЕнерго консалтинг» |
| За комплексне дослідження та реалізацію переходу річкового транспорту України на ринкові умови господарювання | Холчанський Віктор Михайлович | пенсіонер |
| Цикл робіт «Геохімія, петрологія і рудоносність докембрію України» | Щербак Микола Петрович | академік Національної академії наук України, директор Інституту геохімії, мінералогії та рудоутворення НАН України та Держкомгеології України                                                               |
| Цикл робіт «Геохімія, петрологія і рудоносність докембрію України» | Єсипчук Костянтин Юхимович | доктор геолого-мінералогічних наук, завідувач відділу Інституту геохімії, мінералогії та рудоутворення НАН України та Держкомгеології України                                                               |
| Цикл робіт «Геохімія, петрологія і рудоносність докембрію України» | Щербаков Ігор Борисович | доктор геолого-мінералогічних наук, завідувач відділу Інституту геохімії, мінералогії та рудоутворення НАН України та Держкомгеології України                                                               |
| Цикл робіт «Геохімія, петрологія і рудоносність докембрію України» | Нечаєв Сергій Валентинович | доктор геолого-мінералогічних наук, головний науковий співробітник Інституту геохімії, мінералогії та рудоутворення НАН України та Держкомгеології України                                                  |
| Цикл робіт «Геохімія, петрологія і рудоносність докембрію України» | Міцкевич Борис Ферапонтович | доктор геолого-мінералогічних наук, консультант Інституту геохімії, мінералогії та рудоутворення НАН України та Держкомгеології України                                                                     |
| Цикл робіт «Геохімія, петрологія і рудоносність докембрію України» | Куліш Євген Олексійович | член-кореспондент Національної академії наук України, завідувач відділу Державного наукового центру радіогеохімії навколишнього середовища                                                                  |
| Цикл робіт «Геохімія, петрологія і рудоносність докембрію України» | Мельник Юрій Петрович | член-кореспондент Національної академії наук України, завідувач відділу Державного наукового центру радіогеохімії навколишнього середовища                                                                  |
| Цикл робіт «Геохімія, петрологія і рудоносність докембрію України» | Бєлєвцев Рудольф Якович | член-кореспондент Національної академії наук України, головний науковий співробітник Державного наукового центру радіогеохімії навколишнього середовища                                                     |
| Цикл робіт «Геохімія, петрологія і рудоносність докембрію України» | Коваль Вадим Борисович | доктор геолого-мінералогічних наук, заступник директора Державного наукового центру радіогеохімії навколишнього середовища                                                                                  |
| Цикл робіт «Геохімія, петрологія і рудоносність докембрію України» | Каляєв Григорій Іванович | доктор геолого-мінералогічних наук, консультант Державного наукового центру радіогеохімії навколишнього середовища                                                                                          |
| Система інформаційно-аналітичного забезпечення законотворчої та правозастосовної діяльності | Морозов Анатолій Олексійович | член-кореспондент Національної академії наук України, директор Інституту проблем математичних машин і систем НАН України                                                                                    |
| Система інформаційно-аналітичного забезпечення законотворчої та правозастосовної діяльності | Бурчак Федір Глібович | доктор юридичних наук, віце-президент Академії правових наук України |
| Система інформаційно-аналітичного забезпечення законотворчої та правозастосовної діяльності | Горьовий Леонід Єгорович | керівник апарату Верховної Ради України |
| Система інформаційно-аналітичного забезпечення законотворчої та правозастосовної діяльності | Швець Микола Якович | доктор економічних наук, керівник Управління комп'ютеризованих інформаційних систем та мереж Секретаріату Верховної Ради України                                                                            |
| Система інформаційно-аналітичного забезпечення законотворчої та правозастосовної діяльності | Дрогаль Тетяна Григорівна | кандидат технічних наук, перший заступник керівника Управління комп'ютеризованих інформаційних систем та мереж Секретаріату Верховної Ради України                                                          |
| Система інформаційно-аналітичного забезпечення законотворчої та правозастосовної діяльності | Мацкевич Ярослав Станіславович | заступник керівника Управління комп'ютеризованих інформаційних систем та мереж Секретаріату Верховної Ради України                                                                                          |
| Система інформаційно-аналітичного забезпечення законотворчої та правозастосовної діяльності | Здзеба Ігор Олексійович | завідувач відділу Управління комп'ютеризованих інформаційних систем та мереж Секретаріату Верховної Ради України                                                                                            |
| Система інформаційно-аналітичного забезпечення законотворчої та правозастосовної діяльності | Севастьянов Володимир Федорович | завідувач відділу Управління комп'ютеризованих інформаційних систем та мереж Секретаріату Верховної Ради України                                                                                            |
| Система інформаційно-аналітичного забезпечення законотворчої та правозастосовної діяльності | Шестопал Іван Васильович | завідувач відділу Управління комп'ютеризованих інформаційних систем та мереж Секретаріату Верховної Ради України                                                                                            |
| Цикл монографій «Н-методи в теорії узагальнених функцій та їх застосування до математичної фізики» | Березанський Юрій Макарович | академік Національної академії наук України, завідувач відділу Інституту математики НАН України |
| Цикл монографій «Н-методи в теорії узагальнених функцій та їх застосування до математичної фізики» | Горбачук Мирослав Львович | доктор фізико-математичних наук, завідувач відділу Інституту математики НАН України |
| Цикл монографій «Н-методи в теорії узагальнених функцій та їх застосування до математичної фізики» | Горбачук Валентина Іванівна | доктор фізико-математичних наук, провідний науковий співробітник Інституту математики НАН України |
| Цикл монографій «Н-методи в теорії узагальнених функцій та їх застосування до математичної фізики» | Кондратьєв Юрій Григорович | доктор фізико-математичних наук, провідний науковий співробітник Інституту математики НАН України |
| Цикл монографій «Н-методи в теорії узагальнених функцій та їх застосування до математичної фізики» | Нижник Леонід Павлович | доктор фізико-математичних наук, завідувач лабораторії Інституту математики НАН України |
| Цикл монографій «Н-методи в теорії узагальнених функцій та їх застосування до математичної фізики» | Ройтберг Яків Абрамович | доктор фізико-математичних наук, завідувач кафедри Чернігівського державного педагогічного інституту імені Т. Г. Шевченка                                                                                   |
| Цикл монографій «Н-методи в теорії узагальнених функцій та їх застосування до математичної фізики» | Крейн Селім Гершкович | доктор технічних наук, професор Воронізької державної лісотехнічної академії, (Російська Федерація) |
| Підручник «Біохімія», К.: Либідь, 1995 | Кучеренко Микола Євдокимович | член-кореспондент Національної академії наук України, завідувач кафедри Київського національного університету імені Тараса Шевченка                                                                         |
| Підручник «Біохімія», К.: Либідь, 1995 | Виноградова Руфіна Петрівна | доктор біологічних наук, професор Київського національного університету імені Тараса Шевченка |
| Підручник «Біохімія», К.: Либідь, 1995 | Васильєв Олександр Миколайович | доктор біологічних наук, професор Київського національного університету імені Тараса Шевченка |
| Підручник «Біохімія», К.: Либідь, 1995 | Войціцький Володимир Михайлович | доктор біологічних наук, професор Київського національного університету імені Тараса Шевченка |
| Підручник «Біохімія», К.: Либідь, 1995 | Цудзевич Борис Олександрович | доктор біологічних наук, професор Київського університету імені Тараса Шевченка |
| Підручник «Біохімія», К.: Либідь, 1995 | Бабенюк Юрій Дем'янович | кандидат біологічних наук, доцент Київського університету імені Тараса Шевченка |
| Підручник «Біохімія», К.: Либідь, 1995 | Курський Михайло Дмитрович | доктор біологічних наук, головний науковий співробітник Інституту біохімії імені О. В. Палладіна НАН України                                                                                                |
| Підручник «Залізобетонні конструкції», «Кам'яні та армокам'яні конструкції», К.: Урожай, 1995 | Вахненко Петро Федорович | доктор технічних наук, професор Полтавського державного технічного університету імені Юрія Кондратюка |